# コミュニティ・ビジネス
コミュニティ・ビジネス（Community Business、略称 CB）とは、地域が抱える課題を地域資源を活かしながらビジネス的な手法によって解決しようとする事業のことである。

## 概要
地域（コミュニティ）等におけるニーズや課題に対応するための事業がコミュニティ・ビジネスである。主に地域における人材、ノウハウ、施設、資金等を活用することで、対象となるコミュニティを活性化し、雇用を創出したり人の生き甲斐（居場所）などをつくり出すことが主な目的や役割となる場合が多い。さらに、コミュニティ・ビジネスの活動によって、行政コストが削減されることも期待されている。

コミュニティ・ビジネスの用語及び概念は、1999年にコミュニティビジネス総合研究所所長の細内信孝氏により執筆された「コミュニティ・ビジネス」（中央大学出版部）により、日本に初めて紹介された。
コミュニティ・ビジネスは、近年、全国的に広がっており、その経営主体はNPO法人、労協法人、会社組織(株式会社,持分会社)、組合組織(LLP,協同組合など)、個人(個人事業主)など、さまざまな形態がある。最近のコミュニティ・ビジネスの社会的な機能として、
1. 行政の民営パートナー・協働パートナーの育成と行政コストの削減
2. シニア、主婦、学生等による社会起業家の輩出
3. NPOや市民活動の自立化と継続性
4. 地域経済活性化、地域の特性を活かしたまちづくり、地域おこし

などが期待されている。
また、コミュニティ・ビジネスは指定管理者制度、構造改革特区、市場化テストといった制度との関係性も深く、新しい公共の担い手として、行政コストの削減とともに地域におけるきめの細かいサービス提供の担い手としての役割も期待されている。
社会的企業（ソーシャルビジネス）、社会的企業家（ソーシャルアントレプレナー）、事業型NPO、非営利株式会社、労働者協同組合（ワーカーズコープ）などとも関係が深い。コミュニティ・ビジネスという場合は一定の地域との結びつきが強い事業、ソーシャル・ビジネスという場合は（環境・教育など）地域を超えた事業、と区別されることもあるが、重なり合う場合も多い。
なお、コミュニティ・ビジネスはビジネスである以上、単なるボランティア活動は含まない。

## コミュニティ・ビジネスの分野
コミュニティ・ビジネスは以下のような分野に渡る。
- まちづくり
- 環境
- 介護・福祉
- IT
- 観光
- 地域資源活用
- 農業
- 就業支援